# آرامگاه افتخارالتجار
آرامگاه افتخارالتجار از آثار تاریخی مربوط به اواخر دوره قاجار - اوایل دوره پهلوی است که در کاشمر، خیابان ۱۵ خرداد (خیابان خاکی) واقع شده است. این اثر در تاریخ ۵ تیر ۱۳۸۴ با شمارهٔ ثبت ۱۱۹۲۸ به‌عنوان یکی از آثار ملی ایران به ثبت رسیده است.